# Lepidothrix isidorei
Lepidothrix isidorei là một loài chim trong họ Pipridae.